# Leonardo Ferrel
Leonardo Ferrel (1923. július 7. – 2013. július 11.), bolíviai válogatott labdarúgó.
A bolíviai válogatott tagjaként részt vett az 1946-os, az 1947-es és az 1949-es Dél-amerikai bajnokságon, illetve az 1950-es világbajnokságon.